# آنتونی ساسی
آنتونی ساسی (انگلیسی: Antony Sassi؛ زادهٔ ۱۷ مهٔ ۱۹۷۸) بازیکن فوتبال است.